# رستاخیز (فیلم ۱۹۴۴)
رستاخیز (به ایتالیایی: Resurrezione) فیلمی ایتالیایی در سبک درام است که در سال ۱۹۴۴ منتشر شد. از بازیگران آن می‌توان به کلودیو گورا اشاره کرد.